# 郑绵平
郑绵平（1934年11月17日—），原名郑绵萍，福建漳州人，中国盐湖学与矿床勘查工程专家。

## 生平
1934年11月17日，郑绵平出生于福建省漳州市（今芗城区西桥街道）。
1956年毕业于南京大学地质系，1957～1958年和1960年间曾在北京地质学院进修盐类矿床和地球化学。
郑绵平主要从事盐类地质和盐湖综合资源的研究，主要成就有参与发现、评价的察尔汗钾盐湖；主持发现和勘探了扎仓茶卡等镁硼矿新类型；查明锂在盐湖沉积中的赋存状态，发现新矿物扎布耶石等。
曾荣获第二届李四光奖，何梁何利基金科学与技术进步奖等荣誉。1995年当选中国工程院院士。